# Phersipnai
Phersipnai o Persipnai è la dea etrusca dell'oltretomba, consorte di Aita e assimilabile a Cavatha, compagna di Sur ("il Nero" secondo la tesi di Giovanni Colonna).
Corrisponde alla dea greca Persefone. La sua iconografia è riprodotta sulle pareti della Tomba Golini II di Orvieto e della Tomba dell'Orco di Tarquinia: in entrambe è rappresentata in trono accanto al consorte Aita abbigliata come un'elegante matrona, con lievi differenze nella resa dei particolari (nel primo caso tiene un alto scettro con terminazione in forma di uccello, nel secondo è anguicrinita).